# Aleksander Schwarzenberg-Czerny
Aleksander Schwarzenberg-Czerny – polski astronom, profesor doktor habilitowany.

## Życiorys
Syn Władysława. Ukończył studia astronomiczne na Uniwersytecie Warszawskim. Doktorat z astrofizyki, habilitacja – 1990, tytuł profesorski otrzymał w 2002 roku. Obecnie pracuje jako profesor zwyczajny w Centrum Astronomicznym im. Mikołaja Kopernika Polskiej Akademii Nauk w Warszawie.

## Zainteresowania naukowe
W początkach kariery interesował się głównie akrecją materii na zwarte obiekty. Obecne prace dotyczą przede wszystkim statystycznej analizy astronomicznych szeregów czasowych oraz pulsacji gwiazd, jest także mocno zaangażowany w budowę instrumentów astronomicznych, w szczególności pierwszych polskich satelitów naukowych Lem i Heweliusz.